# جيفري إيفانز (موسيقي)
جيفري إيفانز (بالإنجليزية: Jeffrey Evans)‏ هو موسيقي أمريكي، ولد في القرن العشرين.